# ديمة اليحيى

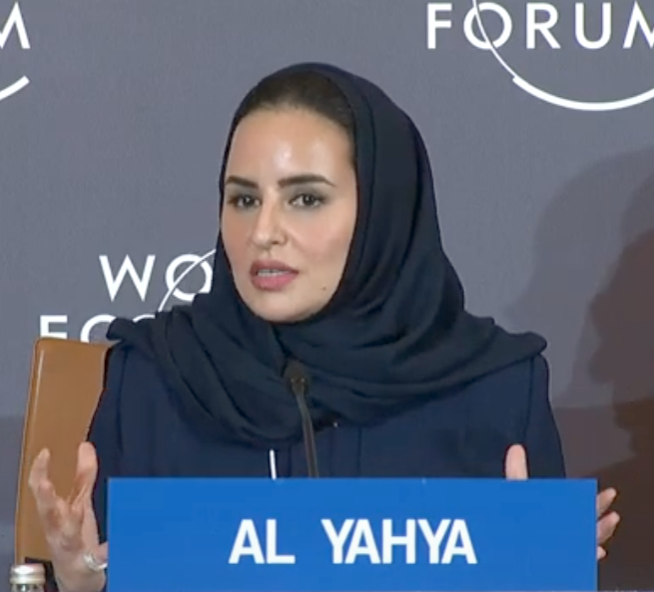
لقاء خاص لديمة اليحيى في المنتدى الاقتصادي العالمي

ديمة بنت يحيى اليحيى دبلوماسية تقنية وخبيرة في الاقتصاد الرقمي. تم تكليفها بتأسيس منظمة التعاون الرقمي في 2020، وهي أول أمين عام للمنظمة وأول امرأة سعودية تتولى أمانة منظمة دولية. تم تأسيس منظمة التعاون الرقمي في 2020 من قبل عدة دول هي: البحرين والأردن والكويت وباكستان والسعودية، وذلك كمنظمة متعددة الأطراف تركز على التعاون الدولي نحو تحقيق اقتصاد رقمي عالمي شامل ومستدام.

## النشأة والتعليم
حصلت اليحيى على درجة البكالوريوس في علوم الحاسب ونظم المعلومات من جامعة الملك سعود في الرياض عام 2002.
أتمت في عام 2017 مشاركتها في البرامج التنفيذية العليا للتعليم التنفيذي حول التحول الرقمي وتطوير الأعمال والإدارة المالية من المعهد الأوربي لإدارة الأعمال (إنسياد). كما أتمت برنامجين للتعليم التنفيذي تحت عنوان القيادة وثقافة الابتكار والابتكار المزعزع: استراتيجيات من أجل مؤسسة ناجحة من كلية هارفارد للأعمال.

## الحياة العملية
بدأت ديمة اليحيى حياتها المهنية مهندسة برمجيات في مؤسسة "سامبا المالية" قبل انضمامها إلى السوق المالية السعودية (تداول)، لتصبح أحد رواد مجال تقنية المعلومات. وانتقلت إلى "مايكروسوفت السعودية" عام 2010 قبل ترقيتها إلى مدير تنفيذي لتجربة المطورين والابتكار الرقمي في الشركة في 2013، لتصبح أول امرأة سعودية تتولى دوراً قيادياً في "مايكروسوفت".
وشغلت اليحيى العديد من المناصب الأخرى، منها: الرئيس التنفيذي للابتكار في مؤسسة مسك ورئيس الخدمات الإلكترونية في وزارة الخارجية السعودية والرئيس التنفيذي لوحدة الرقمنة الوطنية في وزارة الاتصالات وتقنية المعلومات السعودية وكبير مطوري الخبرة والابتكار الرقمي في Microsoft Arabia. كما عُينت عضوا في العديد من المجالس، مثل مجلس الاقتصاد والمجتمع الرقمي في المنتدى الاقتصادي العالمي والشبكة العالمية لريادة الأعمال واللجنة التنفيذية لمجموعة الأعمال لقمة العشرين (B20) واللجنة الاستشارية لسياسة الاقتصاد الرقمي السعودي. وعملت كذلك مستشارة ومصممة برامج وقائدة مبادرات رقمية استراتيجية. وهي المؤسس والرئيس التنفيذي لمنظمة "وومن سبارك" Women Spark، والتي تعتبر أول شبكة استثمارية نسائية سعودية استطاعت تدريب أكثر من 26,000 امرأة في مجال صناعة التقنية منذ العام 2013.
تُعرف اليحيى كذلك بأنها المستشار التقني الداعم لتحالف "إديسون" للشمول الرقمي، إذ تعمل مفوضة للجنة شاملة مُختصة بالتنمية المستدامة. كما أنها جزء من العديد من مجالس إدارة هيئات متنوعة داخل المملكة العربية السعودية، بما في ذلك شركة الرياض المالية والهيئة السعودية للملكية الفكرية (SAIP) والشركة السعودية للذكاء الاصطناعي (SCAI) والاتحاد السعودي للأمن السيبراني والبرمجة والدرونز (SAFCSP).
أصدرت اليحيى العديد من الكتابات التي تم نشرها في عدد من المنتديات والمجلات، من بينها المنتدى الاقتصادي العالمي ومجلة "رواد الأعمال" العربية ومجلة "أرابيان بيزنس".

## المبادرات
ومن خلال منصبها كمدير تنفيذي لتجربة المطورين والابتكار الرقمي في مايكروسوفت والأمين العام في منظمة التعاون الرقمي، قادت اليحيى العديد من المبادرات. ففي عام 2017، شغلت اليحيى منصب الرئيس التنفيذي لوحدة التحول الرقمي (NDU) في المملكة العربية السعودية، وأثناء توليها منصب الرئيس التنفيذي، أطلقت وحدة التحول الرقمي عدة مبادرات منها توقع مذكرة تفاهم مع جنرال إلكتريك (GE) لدفع الابتكار الصناعي الرقمي والتنويع لمساعدة الشباب السعودي المشاركين في الصناعة الرقمية والتحول الرقمي في المملكة وتوقيع مذكرة تفاهم مع شركة "إن. إكس. إن" (NXN)، لتسخير المزيد من التعاون نحو التحول الرقمي في المملكة العربية السعودية. وأطلقت كذلك مبادرات متنوعة كمدير تنفيذي لمؤسسة مسك للابتكار، من بينها مبادرة "الأكواد السعودية" للسماح للأفراد باكتساب المزيد من المعرفة وتعلم البرمجة.
اليحيى أيضاً هي المؤسس والمدير التنفيذي لشركة المتد للاستشارات (ALMTD Consulting)، وهي شركة متخصصة في مجال تقديم الخدمات الاستشارية حول استراتيجيات الابتكار الرقمي وبناء مشاريع الشركات ووضع مفاهيم الأعمال الرقمية على نطاق واسع في السعودية.

## المشاركات الدولية
شاركت اليحيى في العديد من الأحداث والمنتديات التقنية والسياسية العالمية، مثل مؤتمر الأمم المتحدة للتجارة والتنمية الإلكتروني عام 2023 وAI House Davos، وتناولت أهمية اتباع نهج يركز على الإنسان لتعزيز الاقتصاد الرقمي خلال مشاركتها في المنتدى الاقتصادي العالمي، وسلطت الضوء على الحاجة الأساسية لسد الفجوة الرقمية بين الدول خلال مقابلتها مع برنامج "عرب نيوز" الحواري "بصراحة" Frankly Speaking والمختص بالشؤون الجارية. ولدى اليحيى العديد من المناقشات والمنشورات العالمية حول موضوع دبلوماسية التكنولوجيا والاقتصاد الرقمي، بما في ذلك منشورها الذي تم نشره في المنتدى الاقتصادي العالمي الذي يسلط الضوء على الحاجة إلى التركيز على دبلوماسية التكنولوجيا لتسخير فرص الاقتصاد الرقمي.

## منظمة التعاون الرقمي
في نوفمبر 2020، رُشحت ديمة اليحيى لتكون أول أمينا عاما لمنظمة التعاون الرقمي، وفي أبريل 2021 تم انتخابها أمينا عاما للمنظمة، لتصبح أول امرأة سعودية بمنصب أمين عام لمنظمة دولية.

## الجوائز والتقدير
وحصلت اليحيى على جائزة "الرئيس التنفيذي الرقمي للعام" من مجلة "رواد الأعمال" العربية في العام 2018.